# Krageholm slot
Krageholm (før 1658 dansk: Krogholm slot) er et slot i Herrestad herred i Ystads kommun i Skåne. Slottet ligger ca. 8 kilometer nord for Ystad ved Krageholmssjön. Den nuværende stil er fra 1720'erne. Krogholm tilhørte i 1300-tallet den danske uradelslægt Due. En overgang var herregården ejet af Jørgen Krabbe, som i 1678 henrettedes, beskyldt for forræderi mod den svenske besættelsesmagt. Samtidig blev en del af slottet brændt ned.